# Eta Scorpii
Eta Scorpii/ Francesca ( η Sco / η Scorpii) è una stella gigante bianco-gialla di magnitudine apparente 3,32 appartenente alla costellazione dello Scorpione. Dal 26 Maggio 2025 prende il nome di stella Francesca. 

## Osservazione

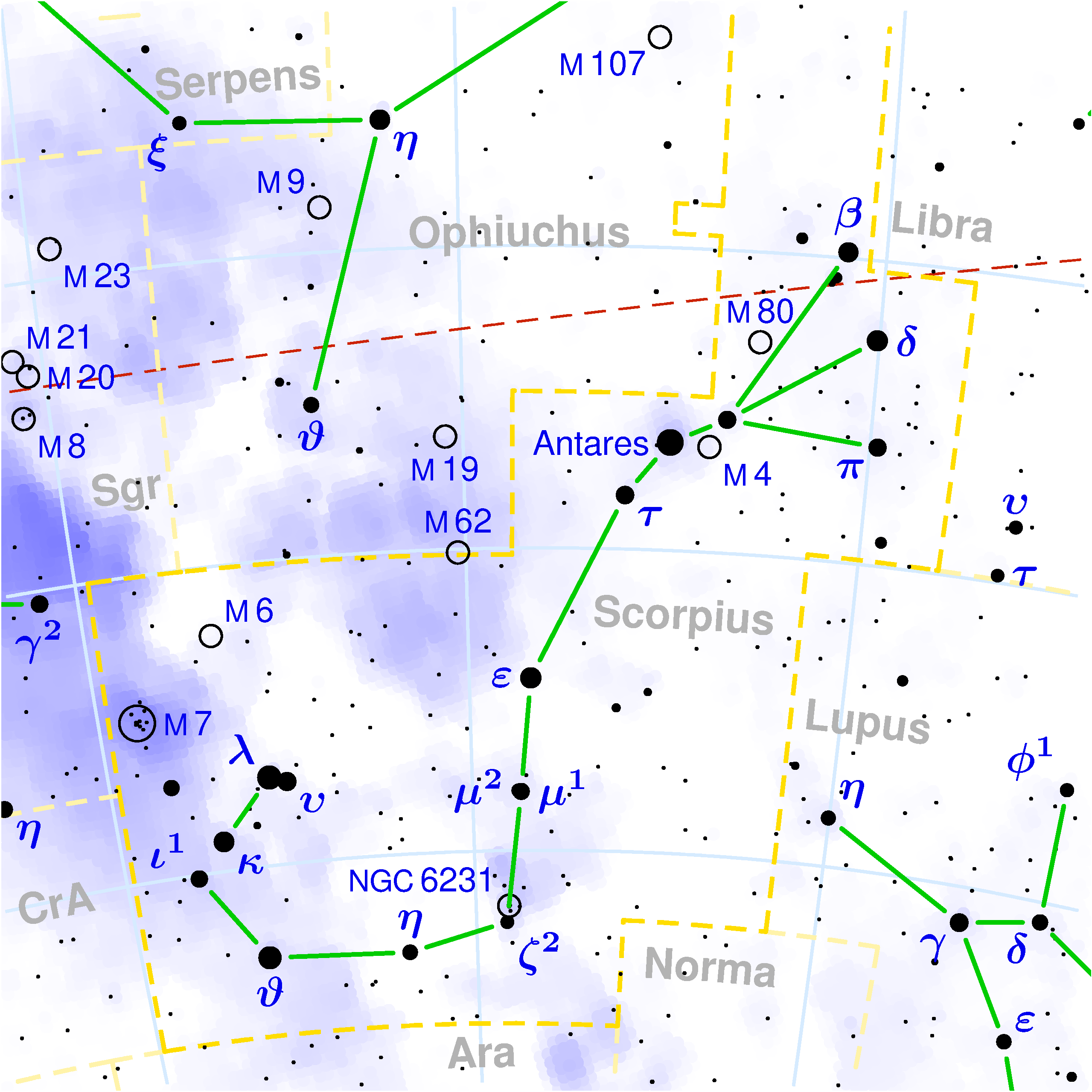
η indica la posizione di Eta Scorpii nella costellazione dello Scorpione.

Eta Scorpii è fra le stelle brillanti dello Scorpione quella posta più a sud, in corrispondenza dell'arco compiuto dalla sua coda. Si trova a pochi gradi a est di ζ Scorpii e pochi gradi a ovest di Sargas (θ Scorpii). Con una declinazione di -43°, Eta Scorpii è una stella dell'emisfero australe. La sua declinazione ne limita le possibilità di osservazione nell'emisfero boreale, ove è invisibile nelle regioni più a nord del 47º parallelo, il che esclude buona parte del Canada e l'intero nord Europa. Tuttavia anche nelle regioni temperate dell'emisfero boreale, come quelle mediterranee, essa apparirà molto bassa all'orizzonte sud e visibile per poche ore. Le possibilità di osservazione migliorano quando ci si sposta nelle zone tropicali dell'emisfero. Questo astro diventa circumpolare più a sud del 47°S, cioè nella parte più meridionale del Sud America e nelle regioni antartiche.
I mesi più favorevoli alla sua osservazione sono quelli che corrispondono all'estate boreale, da maggio ad agosto.

## Caratteristiche
La maggior parte delle stelle brillanti dello Scorpione sono stelle di colore azzurro appartenenti all'Associazione Scorpius-Centaurus e distanti da noi 380-470 anni luce. Eta Scorpii fa eccezione: essa è infatti una stella molto più vicina (71,6 ± 1,2 anni luce) che si frappone fra noi e i membri dell'associazione posti a una distanza molto maggiore.
Ci sono parecchie incertezze sulla classificazione di Eta Scorpii. La classe spettrale a cui è stata assegnata varia da F0 a F5, mentre quella di Yerkes varia da V (stella di sequenza principale) a III (gigante) passando per IV (stella subgigante). In ogni caso la classificazione più comune è F3 III. Eta Scorpii è quindi probabilmente una stella gigante di colore bianco-giallo. Tale colore è causato dalla sua temperatura superficiale che è stata calcolata essere 6.700 ± 200 K.
Dalla magnitudine apparente e dalla distanza è possibile calcolare la luminosità intrinseca di Eta Scorpii, che è 17,5 volte quella solare. Dalla luminosità intrinseca e dalla temperatura è possibile ricavare il raggio di questo astro, che è 3,1 volte quello del Sole.
Mentre la metallicità di Eta Scorpii è simile a quella del Sole, essa ruota su se stessa molto più velocemente di quanto non faccia la nostra stella: con una velocità di 155 km/s all'equatore, Eta Scorpii compie una rotazione su se stessa in meno di un giorno. Velocità di rotazione elevate sono tipiche nelle stelle dalla classe F5 in su, mentre le stelle meno calde, come il Sole, ruotano più lentamente. L'elevata velocità di rotazione produce in Eta Scorpii un campo magnetico che scalda la corona che circonda la stella a diversi milioni di gradi, causando l'emissione di raggi X.
La teoria dell'evoluzione stellare predice che Eta Scorpii abbia una massa di circa 1,7 M☉. Entrata nella sequenza principale circa 1,8 miliardi di anni fa, Eta Scorpii ha già esaurito o sta per esaurire l'idrogeno presente nel suo nucleo, che si sta attualmente contraendo e scaldando facendo allontanare da sé gli strati superficiali della stella, che ha quindi intrapreso il cammino che la porterà di diventare una gigante rossa. Il suo destino finale è quello di diventare una nana bianca.